# Friedrich Spitta
Friedrich Adolf Wilhelm Spitta (Wittingen, Hannoveri Királyság, 1852. január 10. – Göttingen, 1924. június 7.) német protestáns teológus.

## Életútja
Karl Johann Philipp Spitta (1801–1859) fia. Göttingenben és Erlangenben teológiát tanult, 1881-ben pap lett Oberkasselben és tanított a Bonni Egyetemen, 1887-ben a Strasbourgi Egyetemen az új-testamentom és a gyakorlati teológia rendes tanárává nevezték ki, ugyanott egyetemi prédikátor lett.

## Nevezetesebb művei
- Der Brief d. Julius Africanus an Aristides (Halle, 1887);
- Der Knabe Jesus, eine biblische Geschichte und ihre apokryphischen Entstellungen (uo. 1883);
- Luther und der evangelische Gottesdienst (uo. 1884);
- Der 2. Brief des Petrus und der Brief des Judas (Halle, 1885);
- Die Passionen nach den vier Evangelisten von H. Schütz (Lipcse, 1886);
- Die Offenbarung des Johannes (Halle, 1889);
- Die Apostelgeschichte, ihre Quellen u. deren geschichtlicher Wert (Halle, 1891);
- Sonntagspredigten (Strassburg, 1891);
- Zur Reform d. evang. Kultus (Göttingen, 1891);
- Zur Geschichte und Litteratur des urchristentums (2 köt., uo. 1892-96.).